# Fußball-Club Gütersloh 1998-1999
Questa voce raccoglie le informazioni riguardanti il Fußball-Club Gütersloh nelle competizioni ufficiali della stagione 1998-1999.

## Stagione
Nella stagione 1998-1999 il Gütersloh, allenato da Hannes Linßen, Volker Graul, Dieter Brei e Jürgen Gelsdorf, concluse il campionato di 2. Bundesliga al 15º posto. In Coppa di Germania il Gütersloh fu eliminato al primo turno dagli Sportfreunde Eisbachtal.

## Rosa
| N. |                        | Ruolo | Calciatore         |
| -- | ---------------------- | ----- | ------------------ |
| 3  | Paesi Bassi (bandiera) | D     | Rob Reekers        |
| 4  | Germania (bandiera)    | D     | Dirk Konerding     |
| 5  | Germania (bandiera)    | D     | Jens Tschiedel     |
| 8  | Germania (bandiera)    | D     | Christian Meyer    |
| 9  | Polonia (bandiera)     | A     | Robert Szopa       |
| 10 | Germania (bandiera)    | C     | Uwe Weidemann      |
| 11 | Germania (bandiera)    | D     | Willi Landgraf     |
| 12 | Slovacchia (bandiera)  | D     | Marian Hodulik     |
| 13 | Germania (bandiera)    | D     | Janosch Dziwior    |
| 14 | Polonia (bandiera)     | C     | Wojciech Choroba   |
| 15 | Turchia (bandiera)     | D     | Kemal Halat        |
| 16 | Germania (bandiera)    | C     | Frank Scharpenberg |
| 17 | Germania (bandiera)    | C     | Ralf Lewe          |
| 18 | Germania (bandiera)    | A     | Horst Elberfeld    |
| 19 | Nigeria (bandiera)     | A     | Amaechi Ottiji     |

| N. |                               | Ruolo | Calciatore           |
| -- | ----------------------------- | ----- | -------------------- |
| 20 | Stati Uniti (bandiera)        | A     | David Wagner         |
| 21 | Germania (bandiera)           | A     | Daniel Stendel       |
| 22 | Belgio (bandiera)             | C     | Giuseppe Canale      |
| 23 | Germania (bandiera)           | C     | Mike Schürmann       |
| 25 | Germania (bandiera)           | P     | Dirk Langerbein      |
| 1  | Germania (bandiera)           | P     | Michael Kraft        |
| 32 | Germania (bandiera)           | D     | Arne Friedrich       |
| 19 | Polonia (bandiera)            | D     | Tomasz Kos           |
| 28 | Croazia (bandiera)            | D     | Josip Rasic          |
| 7  | Paesi Bassi (bandiera)        | D     | Thijs Waterink       |
| 24 | Nigeria (bandiera)            | C     | Darlington Omodiagbe |
| 26 | Italia (bandiera)             | C     | Massimilian Porcello |
| 27 | Germania (bandiera)           | C     | Robert Reichert      |
| 33 | Australia (bandiera)          | C     | Mark Silic           |
| 6  | Macedonia del Nord (bandiera) | A     | Risto Bozinov        |

## Organigramma societario
Area tecnica
- Allenatore: Jürgen Gelsdorf
- Allenatore in seconda:
- Preparatore dei portieri:
- Preparatori atletici:

## Calciomercato

### Sessione estiva
| Acquisti | Acquisti        | Acquisti          | Acquisti |
| R.       | Nome            | da                | Modalità |
| -------- | --------------- | ----------------- | -------- |
| D        | Thijs Waterink  | Den Bosch         |          |
| A        | Risto Bozinov   | Sileks Kratovo    |          |
| C        | Giuseppe Canale | Den Bosch         |          |
| A        | Horst Elberfeld | Oldenburg         |          |
| D        | Kemal Halat     | Norimberga        |          |
| P        | Michael Kraft   | Colonia           |          |
| C        | Thomas Möller   | Lokomotive Lipsia |          |
| A        | Daniel Stendel  | Meppen            |          |
| A        | Robert Szopa    | Raków Częstochowa |          |

| Cessioni | Cessioni         | Cessioni          | Cessioni |
| R.       | Nome             | a                 | Modalità |
| -------- | ---------------- | ----------------- | -------- |
| C        | Dirk Flock       | Werder Brema      |          |
| C        | Andreas Ellguth  | Carl Zeiss Jena   |          |
| A        | Vlado Papic      | Eintracht Treviri |          |
| C        | Ruslan Romanchuk | TuS Celle         |          |
| A        | Angelo Vier      | Rapid Vienna      |          |

### Sessione invernale
| Acquisti | Acquisti             | Acquisti | Acquisti |
| R.       | Nome                 | da       | Modalità |
| -------- | -------------------- | -------- | -------- |
| D        | Tomasz Kos           | ŁKS      |          |
| C        | Darlington Omodiagbe | ŁKS      |          |
| C        | Mark Silic           | Torino   |          |

| Cessioni | Cessioni       | Cessioni       | Cessioni |
| R.       | Nome           | a              | Modalità |
| -------- | -------------- | -------------- | -------- |
| A        | Alexander Löbe | Vorwärts Steyr |          |
| C        | Thomas Möller  | Oldenburg      |          |

## Risultati

### 2. Bundesliga

#### Girone di andata
| Arbitro: | Fröhlich |

|  |           |               |
|  | Marcatori | 75’ Hutwelker |

| Arbitro: | Sippel |

|                         |           |               |
| Tare 5’ Leśniak 7’, 68’ | Marcatori | 13’ Weidemann |

| Arbitro: | Hilmes |

|               |           |             |
| Elberfeld 56’ | Marcatori | 17’ Seifert |

| Arbitro: | Perl |

|                                    |           |  |
| Scherbe 56’ (rig.) van der Ven 68’ | Marcatori |  |

| Arbitro: | Steinborn |

|                          |           |          |
| Stendel 8’ Tschiedel 46’ | Marcatori | 61’ Lala |

| Arbitro: | Schütz |

|                       |           |              |
| Kevric 52’ Sailer 68’ | Marcatori | 44’ Landgraf |

| Arbitro: | Ortola-Knopp |

|             |           |             |
| Bozinov 48’ | Marcatori | 71’ Rogosic |

| Arbitro: | Schmidt |

|                     |           |  |
| Kovacec 75’ Isa 83’ | Marcatori |  |

| Arbitro: | Kammerer |

|                                                     |           |             |
| Waterink 5’ Wagner 23’, 60’, 71’ Elberfeld 78’, 83’ | Marcatori | 75’ Demandt |

| Arbitro: | Schößling |

|                           |           |                              |
| Türr 5’ van Lent 53’, 78’ | Marcatori | 28’ Stendel 42’ (rig.) Meyer |

| Arbitro: | Kircher |

|             |           |                                            |
| Choroba 30’ | Marcatori | 5’ Wolf 20’ Seeliger 88’ Scherz 90’ Karaca |

| Arbitro: | Berg |

|             |           |             |
| Allievi 30’ | Marcatori | 48’ Stendel |

| Arbitro: | Wezel |

|              |           |             |
| Waterink 78’ | Marcatori | 89’ Irrgang |

| Arbitro: | Margenberg |

|                          |           |                                             |
| Meißner 47’ Buchwald 71’ | Marcatori | 23’ (rig.) Meyer 39’ Waterink 90’ Elberfeld |

| Arbitro: | Wendorf |

|                               |           |  |
| Pröpper 11’, 69’ Konjevic 90’ | Marcatori |  |

| Arbitro: | Wagner |

|  |           |                          |
|  | Marcatori | 80’, 88’ (rig.) Labbadia |

| Arbitro: | Blumenstein |

|                                          |           |                              |
| Kranz 18’ Brdarić 34’ Younga-Mouhani 72’ | Marcatori | 50’ Stendel 73’ Scharpenberg |

#### Girone di ritorno
| Arbitro: | Weber |

|            |           |             |
| Rösele 45’ | Marcatori | 48’ Choroba |

| Arbitro: | Hufgard |

|                           |           |                               |
| Elberfeld 57’ Stendel 87’ | Marcatori | 42’ Dobrovol'skij 79’ Istenič |

| Arbitro: | Schmidt |

|                      |           |  |
| Seifert 13’ Lust 75’ | Marcatori |  |

| Arbitro: | Anklam |

|                              |           |  |
| Meyer 74’ (rig.) Bozinov 88’ | Marcatori |  |

| Arbitro: | Lange |

|                                       |           |              |
| Addo 11’ Morinas 12’, 52’ Asamoah 54’ | Marcatori | 9’ Weidemann |

| Arbitro: | Wack |

|         |           |  |
| Kos 77’ | Marcatori |  |

| Arbitro: | Gagelmann |

|             |           |                  |
| Trkulja 44’ | Marcatori | 64’ (rig.) Meyer |

| Arbitro: | Meyer |

|               |           |  |
| Elberfeld 62’ | Marcatori |  |

| Arbitro: | Sippel |

|                    |           |  |
| Demandt 49’ (rig.) | Marcatori |  |

| Arbitro: | Haupt |

|               |           |  |
| Omodiagbe 74’ | Marcatori |  |

| Arbitro: | Weber |

|             |           |  |
| Klasnić 15’ | Marcatori |  |

| Arbitro: | Weiner |

|                           |           |             |
| Weidemann 45’ Bozinov 57’ | Marcatori | 6’ Feinbier |

| Arbitro: | Hilmes |

|                                                                 |           |               |
| Bittencourt 3’, 60’ Heidrich 68’ (rig.), 73’ (rig.) Irrgang 85’ | Marcatori | 79’ Weidemann |

| Arbitro: | Schmidt |

|                  |           |  |
| Bozinov 59’, 79’ | Marcatori |  |

| Arbitro: | Blumenstein |

|  |           |                                  |
|  | Marcatori | 67’ Weber 79’ Gaißmayer 82’ Judt |

| Arbitro: | Kammerer |

|                                      |           |  |
| Meißner 25’ Labbadia 29’ (rig.), 62’ | Marcatori |  |

| Arbitro: | Wack |

|                                |           |                  |
| Scharpenberg 13’ Omodiagbe 82’ | Marcatori | 71’ (aut.) Halat |

### Coppa di Germania
| Arbitro: | Weber |

|              |           |  |
| Bigvava 104’ | Marcatori |  |

## Statistiche

### Statistiche di squadra
| Competizione      | Punti | In casa | In casa | In casa | In casa | In casa | In casa | In trasferta | In trasferta | In trasferta | In trasferta | In trasferta | In trasferta | Totale | Totale | Totale | Totale | Totale | Totale | DR  |
| Competizione      | Punti | G       | V       | N       | P       | Gf      | Gs      | G            | V            | N            | P            | Gf           | Gs           | G      | V      | N      | P      | Gf     | Gs     | DR  |
| ----------------- | ----- | ------- | ------- | ------- | ------- | ------- | ------- | ------------ | ------------ | ------------ | ------------ | ------------ | ------------ | ------ | ------ | ------ | ------ | ------ | ------ | --- |
| 2. Bundesliga     | 37    | 17      | 9       | 4       | 4       | 25      | 19      | 17           | 1            | 3            | 13           | 14           | 39           | 34     | 10     | 7      | 17     | 39     | 58     | -19 |
| Coppa di Germania | -     | 0       | 0       | 0       | 0       | 0       | 0       | 1            | 0            | 0            | 1            | 0            | 1            | 1      | 0      | 0      | 1      | 0      | 1      | -1  |
| Totale            | 37    | 17      | 9       | 4       | 4       | 25      | 19      | 18           | 1            | 3            | 14           | 14           | 40           | 35     | 10     | 7      | 18     | 39     | 59     | -20 |

### Andamento in campionato
| Giornata  | 1  | 2  | 3  | 4  | 5  | 6  | 7  | 8  | 9  | 10 | 11 | 12 | 13 | 14 | 15 | 16 | 17 | 18 | 19 | 20 | 21 | 22 | 23 | 24 | 25 | 26 | 27 | 28 | 29 | 30 | 31 | 32 | 33 | 34 |
| --------- | -- | -- | -- | -- | -- | -- | -- | -- | -- | -- | -- | -- | -- | -- | -- | -- | -- | -- | -- | -- | -- | -- | -- | -- | -- | -- | -- | -- | -- | -- | -- | -- | -- | -- |
| Luogo     | C  | T  | C  | T  | C  | T  | C  | T  | C  | T  | C  | T  | C  | T  | T  | C  | T  | T  | C  | T  | C  | T  | C  | T  | C  | T  | C  | T  | C  | T  | C  | C  | T  | C  |
| Risultato | P  | P  | N  | P  | V  | P  | N  | P  | V  | P  | P  | N  | N  | V  | P  | P  | P  | N  | N  | P  | V  | P  | V  | N  | V  | P  | V  | P  | V  | P  | V  | P  | P  | V  |
| Posizione | 12 | 18 | 15 | 18 | 15 | 16 | 16 | 17 | 15 | 15 | 15 | 16 | 16 | 15 | 16 | 17 | 17 | 16 | 16 | 18 | 16 | 17 | 16 | 16 | 15 | 16 | 15 | 15 | 14 | 15 | 14 | 15 | 15 | 15 |

Legenda:

Luogo: C = Casa; T = Trasferta. Risultato: V = Vittoria; N = Pareggio; P = Sconfitta.

### Statistiche dei giocatori
| Giocatore       | 2. Bundesliga | 2. Bundesliga | 2. Bundesliga | 2. Bundesliga | Coppa di Germania | Coppa di Germania | Coppa di Germania | Coppa di Germania | Totale   | Totale | Totale      | Totale     |
| Giocatore       | Presenze      | Reti          | Ammonizioni   | Espulsioni    | Presenze          | Reti              | Ammonizioni       | Espulsioni        | Presenze | Reti   | Ammonizioni | Espulsioni |
| --------------- | ------------- | ------------- | ------------- | ------------- | ----------------- | ----------------- | ----------------- | ----------------- | -------- | ------ | ----------- | ---------- |
| R. Bozinov      | 24            | 5             | 4             | 1             | 0                 | 0                 | 0                 | 0                 | 24       | 5      | 4           | 1          |
| G. Canale       | 18            | 0             | 5             | 1             | 1                 | 0                 | 0                 | 0                 | 19       | 0      | 5           | 1          |
| W. Choroba      | 28            | 2             | 3             | 0             | 0                 | 0                 | 0                 | 0                 | 28       | 2      | 3           | 0          |
| J. Dziwior      | 29            | 0             | 6             | 1             | 0                 | 0                 | 0                 | 0                 | 29       | 0      | 6           | 1          |
| H. Elberfeld    | 32            | 6             | 5             | 0             | 1                 | 0                 | 0                 | 0                 | 33       | 6      | 5           | 0          |
| D. Flock        | 4             | 0             | 0             | 0             | 0                 | 0                 | 0                 | 0                 | 4        | 0      | 0           | 0          |
| A. Friedrich    | 0             | 0             | 0             | 0             | 0                 | 0                 | 0                 | 0                 | 0        | 0      | 0           | 0          |
| K. Halat        | 28            | 0             | 10            | 1             | 1                 | 0                 | 0                 | 0                 | 29       | 0      | 10          | 1          |
| M. Hodulik      | 2             | 0             | 0             | 0             | 0                 | 0                 | 0                 | 0                 | 2        | 0      | 0           | 0          |
| D. Konerding    | 1             | 0             | 0             | 0             | 0                 | 0                 | 0                 | 0                 | 1        | 0      | 0           | 0          |
| T. Kos          | 14            | 1             | 6             | 0             | 0                 | 0                 | 0                 | 0                 | 14       | 1      | 6           | 0          |
| M. Kraft        | 17            | 0             | 1             | 0             | 1                 | 0                 | 0                 | 0                 | 18       | 0      | 1           | 0          |
| W. Landgraf     | 31            | 1             | 10            | 0             | 1                 | 0                 | 0                 | 0                 | 32       | 1      | 10          | 0          |
| D. Langerbein   | 17            | 0             | 1             | 0             | 0                 | 0                 | 0                 | 0                 | 17       | 0      | 1           | 0          |
| R. Lewe         | 5             | 0             | 0             | 0             | 1                 | 0                 | 0                 | 0                 | 6        | 0      | 0           | 0          |
| A. Löbe         | 1             | 0             | 0             | 0             | 0                 | 0                 | 0                 | 0                 | 1        | 0      | 0           | 0          |
| A. Matysek      | 1             | 0             | 0             | 0             | 0                 | 0                 | 0                 | 0                 | 1        | 0      | 0           | 0          |
| C. Meyer        | 32            | 4             | 5             | 0             | 1                 | 0                 | 0                 | 0                 | 33       | 4      | 5           | 0          |
| D. Omodiagbe    | 13            | 2             | 5             | 0             | 0                 | 0                 | 0                 | 0                 | 13       | 2      | 5           | 0          |
| A. Ottiji       | 0             | 0             | 0             | 0             | 0                 | 0                 | 0                 | 0                 | 0        | 0      | 0           | 0          |
| M. Porcello     | 0             | 0             | 0             | 0             | 0                 | 0                 | 0                 | 0                 | 0        | 0      | 0           | 0          |
| J. Rasic        | 0             | 0             | 0             | 0             | 0                 | 0                 | 0                 | 0                 | 0        | 0      | 0           | 0          |
| R. Reekers      | 15            | 0             | 2             | 0             | 1                 | 0                 | 0                 | 0                 | 16       | 0      | 2           | 0          |
| R. Reichert     | 0             | 0             | 0             | 0             | 0                 | 0                 | 0                 | 0                 | 0        | 0      | 0           | 0          |
| F. Scharpenberg | 28            | 2             | 1             | 0             | 1                 | 0                 | 0                 | 0                 | 29       | 2      | 1           | 0          |
| M. Schürmann    | 7             | 0             | 1             | 0             | 0                 | 0                 | 0                 | 0                 | 7        | 0      | 1           | 0          |
| M. Silic        | 0             | 0             | 0             | 0             | 0                 | 0                 | 0                 | 0                 | 0        | 0      | 0           | 0          |
| D. Stendel      | 31            | 5             | 0             | 0             | 1                 | 0                 | 0                 | 0                 | 32       | 5      | 0           | 0          |
| R. Szopa        | 1             | 0             | 0             | 0             | 0                 | 0                 | 0                 | 0                 | 1        | 0      | 0           | 0          |
| J. Tschiedel    | 11            | 1             | 3             | 0             | 1                 | 0                 | 0                 | 0                 | 12       | 1      | 3           | 0          |
| D. Wagner       | 26            | 3             | 3             | 0             | 1                 | 0                 | 0                 | 0                 | 27       | 3      | 3           | 0          |
| T. Waterink     | 28            | 3             | 5             | 0             | 1                 | 0                 | 1                 | 0                 | 29       | 3      | 6           | 0          |
| U. Weidemann    | 26            | 4             | 3             | 1             | 1                 | 0                 | 1                 | 0                 | 27       | 4      | 4           | 1          |